# Uroboros (álbum)
Uroboros é o sétimo álbum da banda japonesa Dir en grey, lançado em 12 de novembro de 2008. O nome do álbum vem do símbolo ouroboros, que é um dragão ou cobra em forma circular comendo a si mesmo. A capa foi inspirada na capa do álbum Lizard, da banda King Crimson.

## Produção
Inicialmente, o álbum começaria a ser produzido no começo de 2008, mas a produção começou de fato em março. Os membros se reuniram após dois meses de trabalho solitário e dividiram suas faixas desenvolvidas individualmente. As faixas foram então gravadas no edifício da Sony em Tóquio, Japão.
A banda tocou com vários instrumentos diferentes, tais como bandolim, congas, sítara elétrica e biwa.

## Faixas
Todas as letras escritas por Kyo, todas as músicas compostas por Dir en grey.
| N.º | Título                                                | Duração |  |
| 1.  | "Sa Bir"                                              | 2:00    |  |
| 2.  | "Vinushka"                                            | 9:35    |  |
| 3.  | "Red Soil"                                            | 3:24    |  |
| 4.  | "Doukoku to Sarinu (慟哭と去りぬ)"                    | 3:48    |  |
| 5.  | "Toguro (蜷局)"                                       | 3:57    |  |
| 6.  | "Glass Skin"                                          | 4:27    |  |
| 7.  | "Stuck Man"                                           | 3:34    |  |
| 8.  | "Reiketsu Nariseba (冷血なりせば)"                    | 3:33    |  |
| 9.  | ""Ware, Yami Tote… (我、闇とて･･･)"                   | 7:01    |  |
| 10. | "Bugaboo"                                             | 4:43    |  |
| 11. | "Gaika, Chinmoku ga Nemuru Koro (凱歌、沈黙が眠る頃)" | 4:22    |  |
| 12. | "Dozing Green"                                        | 4:05    |  |
| 13. | "Inconvenient Ideal"                                  | 4:23    |  |

### Faixas bônus
Versão americana
Todas as letras escritas por Kyo, todas as músicas compostas por Dir en grey.
| N.º | Título                                                 | Duração |  |
| 14. | "Glass Skin (versão japonesa, edição limitada apenas)" | 4:29    |  |
| 15. | "Dozing Green (versão japonesa)"                       | 4:59    |  |

Versão americana em vinil
Todas as letras escritas por Kyo, todas as músicas compostas por Dir en grey.
| N.º | Título                                                | Duração |  |
| 14. | "Glass Skin (versão japonesa)"                        | 4:08    |  |
| 15. | "Undecided (b-side regravado do single "Glass Skin")" | 4:58    |  |

Edição limitada europeia
Todas as letras escritas por Kyo, todas as músicas compostas por Dir en grey.
| N.º | Título                                                                  | Duração |  |
| 14. | "Glass Skin (versão japonesa)"                                          | 4:28    |  |
| 15. | "Dozing Green (versão japonesa)"                                        | 4:08    |  |
| 16. | "Agitated Screams of Maggots (acústico, lado-b do single "Glass Skin")" | 3:08    |  |

### Discos bônus
Edição deluxe e limitada japonesa
Todas as letras escritas por Kyo, todas as músicas compostas por Dir en grey.
| N.º | Título                                                                  | Duração |  |
| 1.  | "Ware, Yami Tote… (我、闇とて･･･) (acústico)"                           | 6:39    |  |
| 2.  | "Inconvenient Ideal (acústico)"                                         | 4:23    |  |
| 3.  | "Red Soil (acústico)"                                                   | 3:25    |  |
| 4.  | "Dozing Green (versão antes da produção, apenas na edição deluxe)"      | 4:19    |  |
| 5.  | "Dozing Green (versão japonesa remasterizada, apenas na edição deluxe)" | 4:08    |  |
| 6.  | "Glass Skin (versão japonesa remasterizada, apenas na edição deluxe)"   | 4:29    |  |

DVD da edição deluxe japonesa
Todas as letras escritas por Kyo, todas as músicas compostas por Dir en grey.
| N.º | Título                                              | Duração |  |
| 1.  | "Recording and Interviews (gravação e entrevistas)" |         |  |
| 2.  | "Toguro (蜷局) (ao vivo no estúdio)"                |         |  |
| 3.  | "Dozing Green (ao vivo no estúdio)"                 |         |  |

DVD da edição limitada americana
Todas as letras escritas por Kyo, todas as músicas compostas por Dir en grey.
| N.º | Título                                                                        | Duração |  |
| 1.  | "Repetition of Hatred (ao vivo do Zepp Tokyo, 22 de dezembro de 2007)"        |         |  |
| 2.  | "Agitated Screams of Maggots (ao vivo do Zepp Tokyo, 22 de dezembro de 2007)" |         |  |
| 3.  | "Hydra -666- (ao vivo do Zepp Tokyo, 22 de dezembro de 2007)"                 |         |  |
| 4.  | "Dead Tree (ao vivo do Wacken Open Air, 4 de agosto de 2007)"                 |         |  |
| 5.  | "Dozing Green (ao vivo do Tour07 The Marrow of a Bone, 2007)"                 |         |  |

## Lançamento
| Região         | Data                   | Label                                    | Gravadora                                    | Catálogo     |
| -------------- | ---------------------- | ---------------------------------------- | -------------------------------------------- | ------------ |
| Estados Unidos | 11 de Novembro de 2008 | The End Records                          | Digipak CD e DVD (Limited)                   | TE123-1      |
| Estados Unidos | 11 de Novembro de 2008 | The End Records                          | Download Digital                             | N/A          |
| Estados Unidos | 11 de Novembro de 2008 | The End Records                          | Compact disc                                 | TE123-2      |
| Estados Unidos | 11 de Novembro de 2008 | The End Records                          | 12" LP                                       | TE124-2      |
| Japão          | 12 de Novembro de 2008 | Firewall, Sony Music Entertainment Japan | 2-CD álbum com DVD bonus, 2-LP box (Limited) | SFCD-0058-62 |
| Japão          | 12 de Novembro de 2008 | Firewall, Sony Music Entertainment Japan | 2-CD álbum (Limited)                         | SFCD-0063-64 |
| Japão          | 12 de Novembro de 2008 | Firewall, Sony Music Entertainment Japan | CD                                           | SFCD-0065    |
| Europa         | 12 de Novembro de 2008 | Gan-Shin                                 | CD                                           | FWEAL00-04   |
| Europa         | 12 de Novembro de 2008 | Gan-Shin                                 | CD (Limited)                                 | FWEAL00-05   |

## Posição nas paradas
| País                              | Fornecedor      | Melhor posição | Vendas/ transferências                     |
| --------------------------------- | --------------- | -------------- | ------------------------------------------ |
| Japan Weekly Albums               | Oricon          | 4              | 43,316 (a partir de 1 de dezembro de 2008) |
| Billboard Japan Top Albums        | Billboard Japan | 4              |                                            |
| United States Billboard 200       | Billboard       | 114            | 6,054                                      |
| United States Top Heatseekers     | Billboard       | 1              | 6,054                                      |
| United States Top Independent     | Billboard       | 9              | 6,054                                      |
| United States Top Internet Albums | Billboard       | 8              | 6,054                                      |
| United States Top Hard Rock       | Billboard       | 17             | 6,054                                      |
| United States Top Comprehensive   | Billboard       | 135            | 6,054                                      |